# Große Synagoge (Pryluky)

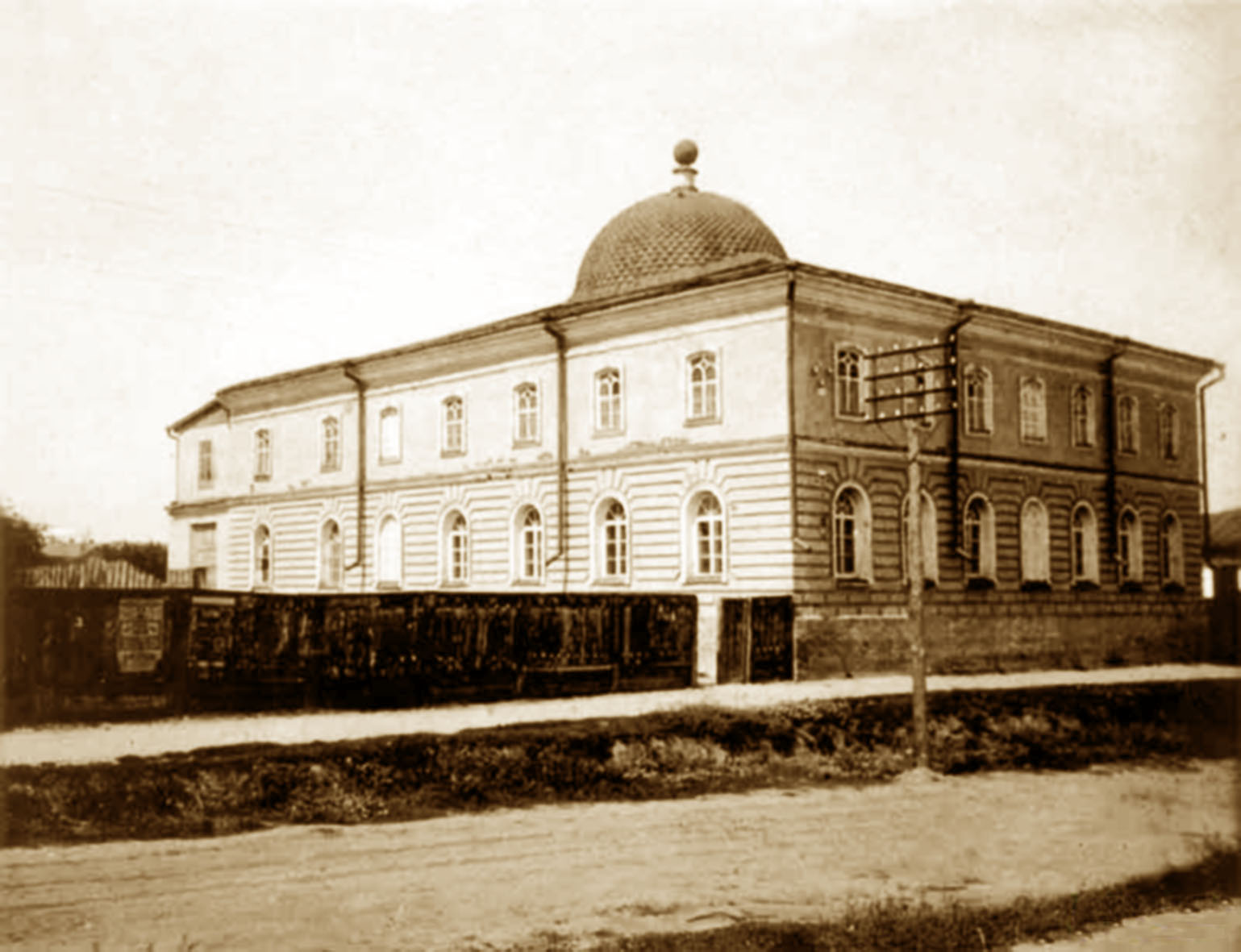
Synagoge in Pryluky (Foto aus den 1900er Jahren)

Die Große Synagoge in Pryluky, einer Stadt im Süden der ukrainischen Oblast Tschernihiw, wurde vermutlich 1861 errichtet. 
Die profanierte Synagoge an der Sadowa-Straße, die von einer Kuppel überragt war, ist heute eine Ruine.